# كريم سعولا
 كريم سعولا (1975 الجزائر) هو لاعب كرة قدم جزائري.

## مسيرته الكروية
لعب كريم سعولا خلال مسيرته الاحترافية مع 6 أندية في 17 موسمًا ولم سجل خلالها أي هدف ضمن 59 مباراة. حيث فاز في موسم واحدًا بالكأس ولم يفوز بأي دوري.
خاض كريم سعولا مسيرته مع نادي جمعية وهران في موسم 1993–94 في المرة الأولى واستمر معه طيلة ثلاثة مواسم ثم في موسم 1999–00 واستمر معه طيلة ثلاثة مواسم، مشاركًا طوالها في 0 مباراة ولم يسجل أي هدف. ثم انتقل إلى نادي مولودية وهران (كرة القدم) في موسم 1996–97 ولمدة موسمين، حيث شارك في 0 مباراة ولم يسجل أي هدف أيضًا. لينتقل بعدها إلى نادي وداد تلمسان في موسم 1998–99 لمدة موسم واحد، مشاركًا في 0 مباراة ولم يسجل أي هدف أيضًا. ثم انتقل إلى نادي مولودية الجزائر في موسم 2002–03 واستمر معه طيلة ثلاثة مواسم، مشاركًا في 30 مباراة ولم يسجل أي هدف أيضًا. هذا وانتقل لاحقًا إلى نادي اتحاد الجزائر في موسم 2005–06 لمدة موسم واحد، مشاركًا في 0 مباراة ولم يسجل أي هدف أيضًا. ثم انتقل بعدها إلى نادي شبيبة بجاية في موسم 2006–07 ليلعب معه أربعة مواسم، مشاركًا في 29 مباراة ولم يسجل أي هدف أيضًا.

## روابط خارجية
- كريم سعولا على موقع قاعدة بيانات كرة القدم.إي يو (الإنجليزية)
- كريم سعولا على موقع ناشيونال فوتبول تيمز (الإنجليزية)